# ملعب نيايو الوطني
ملعب نيايو الوطني هو ملعب متعدد الاستخدام يقع في نيروبي عاصمة كينيا . غالبا ما يتم استخدامه لمباريات كرة القدم . يسع الملعب لجلوس 30 ألف متفرج وتم بنائه في 1983 .